# Udon Thani (Provinz)
Udon Thani (thailändisch อุดรธานี) ist eine Provinz (Changwat) in Nordost-Thailand, dem Isan. Die Hauptstadt der Provinz Udon Thani heißt ebenfalls Udon Thani.

## Lage
Die Provinz liegt im nördlichen Teil der Khorat-Hochebene und bietet die charakteristischen Eigenschaften eines Hochlands.
In der heißen Jahreszeit ist der Boden trocken und ausgedörrt, in der Regenzeit wird das Land dagegen häufig überschwemmt.
Die Phu Phan-Höhen teilen die Provinz von Nord nach Süd in zwei Teile.
| Benachbarte Provinzen: | Benachbarte Provinzen:   |
| ---------------------- | ------------------------ |
| Norden                 | Nong Khai                |
| Osten                  | Sakon Nakhon             |
| Süden                  | Kalasin und Khon Kaen    |
| Westen                 | Nong Bua Lamphu und Loei |

## Klima
Das Klima ist tropisch-monsunal. Die höchste gemessene Temperatur ist 43,6 °C, die niedrigste liegt bei 1,5 °C. Die Höchsttemperatur im Jahr 2009 betrug 40,2 °C, die tiefste Temperatur wurde mit 8,0 °C gemessen. An 113 Regentagen fielen in demselben Jahr 1513,9 mm Niederschlag.

## Wirtschaft und Bedeutung
Die Provinz Udon Thani ist weiter entwickelt als die meisten anderen Provinzen des Isan.
Udon Thani bildet ein Handelszentrum und einen Verkehrsknotenpunkt.
Das „Gross Provincial Product“ (Bruttoinlandsprodukt), zum aktuellen Marktpreis, der Provinz betrug 2011 (2010) 87.804 (78.236) Millionen Baht.
Der Mindestlohn in der Provinz beträgt 360.- Baht pro Tag etwa 10.- Euro (Stichtag 1. Januar 2022).

### Daten
Die unten stehende Tabelle zeigt den Anteil der Wirtschaftszweige am „Gross Provincial Product“ in Prozent:
| Wirtschaftszweig | 2006 | 2007 | 2008 | 2009 | 2022 | Landwirtschaft | 16,1 | 15,7 | 15,6 | 16,4 |
| Berg-, Tagebau   | 00,5 | 05,9 | 05,7 | 05,3 |      |                |      |      |      |      |
| Industrie        | 17,8 | 17,0 | 17,8 | 18,9 |      |                |      |      |      |      |
| Andere           | 65,6 | 61,4 | 60,9 | 59,4 |      |                |      |      |      |      |

### Landnutzung
Für die Provinz ist die folgende Landnutzung dokumentiert:
- Waldfläche: 868.181 Rai (1.389,1 km²), 11,8 % der Gesamtfläche
- Landwirtschaftlich genutzte Fläche: 3.747.573 Rai (5.996,1 km²), 51,1 % der Gesamtfläche
- Nicht klassifizierte Fläche: 2.715.685 Rai (4.345,1 km²), 37,0 % der Gesamtfläche

Die Provinz hat insgesamt 942 Feuchtgebiete mit einer Fläche von 113,8 km², die mehr oder weniger intensiv für die Landwirtschaft genutzt werden.

### Staudämme
- Huai Luang

### Erwähnenswertes
- Eine gewisse Bedeutung hat der Tourismus, der sich insbesondere auf die alten Khmer-Bauten und auf Ban Chiang stützt, das als Wiege der Bronzezeit gilt und zum Weltkulturerbe der UNESCO zählt.
- Im Landkreis (Amphoe) Ban Dung befindet sich der Kurzwellensender Udon Thani (Thai: สถานีวิทยุอุดรธานี).
- Rohstoffvorkommen: Kalisalz

## Verkehr
Flughafen
- Flughafen Udon Thani

Eisenbahn
- Bahnhof Udon Thani (Nordostlinie)

## Geschichte
Die Gegend war bereits vor über 6.000 Jahren bewohnt und brachte die erste bronzezeitliche Kultur Südostasiens, wenn nicht weltweit, hervor, wie die Funde bei Ban Chiang zeigen. Udon war später Bestandteil des alten Reiches Dvaravati. Seit dem 9. Jahrhundert gehörte die Gegend zum Reich der Khmer. Ramkhamhaeng erweiterte schließlich sein Reich Sukhothai auf Kosten der Khmer und nahm unter anderem auch Udon. 1817 kamen die Thai Phuan aus Laos und siedelten in Ban Chiang.
In den 1960er Jahren brachte die Stationierung amerikanischer Soldaten für den Vietnamkrieg einen wirtschaftlichen Aufschwung. Es entstand einer der größten Flugplätze des Landes und ein ausgedehntes Rotlichtviertel. Übrig geblieben ist ein relativ gut ausgebautes Verkehrssystem.
Siehe auch: Geschichte Thailands und entsprechender Eintrag in Udon Thani

## Archäologie
- Ban Mueang Phruek – archäologischer Fundplatz am Ostufer des Kumphawapi-Sees
- Amphoe Kumphawapi

## Wappen
Das Wappen zeigt einen mythologischen Riesen (Thai: Yak), mit Namen Thao Wesuwan (thailändisch ท้าวเวสสุวรรณ). Dies bezieht sich auf Thao Kuwan (thailändisch ท้าวกุเวร), der thailändischen Adaption von Kubera, dem Weltenhüter der nördlichen Gebiete.
Der lokale Baum ist der Teng (thailändisch เต็ง, Isan: จิก, Shorea obtusa), die lokale Blume ist der Palasabaum (Butea monosperma).
Der Wahlspruch der Provinz Udon Thani lautet:
„Ein berühmter Wasserfall kommt von den Phu Phan-Bergen,
Die Prinzipien des Buddhismus werden in den öffentlichen Anlagen gepredigt,
Die Zivilisation hier kann bis auf 5.000 Jahre zurückverfolgt werden (Ban Chiang),
Die gewebte Pha Khit-Seide wird hier gefertigt,
Der Nong Pradschak-See ist erstaunlich groß und breit,
Schöne und duftende Orchideen werden hier Udon Sunshine genannt.“

## Verwaltungseinheiten
Die Provinz ist in 20 Landkreise (Amphoe) gegliedert. Die Kreise sind weiter unterteilt in 155 Kommunen (Tambon) und 1682 Dörfer (Muban). Die fehlenden Nummern 12–16 gehörten zu den Amphoe, aus denen die Provinz Nongbua Lamphu im Jahre 1993 gebildet wurde.
| Amphoe (Landkreise) | Amphoe (Landkreise) | Übersichtskarte der Amphoe |
| --- | --- | -------------------------- |
| 1. Amphoe Mueang Udon Thani (อำเภอเมืองอุดรธานี) 2. Amphoe Kut Chap (อำเภอกุดจับ) 3. Amphoe Nong Wua So (อำเภอหนองวัวซอ) 4. Amphoe Kumphawapi (อำเภอกุมภวาปี) 5. Amphoe Non Sa-at (อำเภอโนนสะอาด) 6. Amphoe Nong Han (อำเภอหนองหาน) 7. Amphoe Thung Fon (อำเภอทุ่งฝน) 8. Amphoe Chai Wan (อำเภอไชยวาน) 9. Amphoe Si That (อำเภอศรีธาตุ) 10. Amphoe Wang Sam Mo (อำเภอวังสามหมอ) | 11. Amphoe Ban Dung (อำเภอบ้านดุง) 17. Amphoe Ban Phue (อำเภอบ้านผือ) 18. Amphoe Nam Som (อำเภอน้ำโสม) 19. Amphoe Phen (อำเภอเพ็ญ) 20. Amphoe Sang Khom (อำเภอสร้างคอม) 21. Amphoe Nong Saeng (อำเภอหนองแสง) 22. Amphoe Na Yung (อำเภอนายูง) 23. Amphoe Phibun Rak (อำเภอพิบูลย์รักษ์) 24. Amphoe Ku Kaeo (อำเภอกู่แก้ว) 25. Amphoe Prachaksinlapakhom (อำเภอประจักษ์ศิลปาคม) |                            |

## Sehenswürdigkeiten
- Ban Chiang – Dorf mit Ausgrabungsstätte, etwa 6000–8000 Jahre alte bronzezeitliche Funde, die 500 Jahre älter sind als die vorderasiatischen
- Geschichtspark Phu Phrabat – Historischer Park bei Ban Phue, etwa 50 km nordwestlich der Provinzhauptstadt gelegen, ist eine archäologische Grabungsstätte mit Funden aus der Dvaravati-Periode, dem Reich Lop Buri und Lan Xang (Laos). Der charakteristische Felsen mit dem Namen Hoh Nang Ussa wird als Wahrzeichen von Provinz und Stadt Udon Thani verwendet und als Postkartenmotiv sowie als miniaturisierte Nachbildung zum Souvenir angeboten.
- Wat Pa Phu Kon – วัดป่าภูก้อน – Pilgertempel im Amphoe Na Yung
- Nationalparks:
  - Nationalpark Na Yung - Nam Som – Nationalpark seit 19. Februar 2004, liegt in den Provinzen Udon Thani, Loei und Nong Khai, besteht hauptsächlich aus bergigem Gebiet zwischen 200 und 500 m hoch, die höchste Erhebung ist der Phu Ya-u mit etwa 588 m.
  - Waldpark Phu Phrabat Buabok
- Weitere Naturschutzgebiete:
  - Yung Thong – Waldschutzgebiet
  - Phu Prabath – Waldschutzgebiet
- Der See Nong Han in Amphoe Kumphawapi (nicht zu verwechseln mit dem gleichnamigen Nong Han in der Provinz Sakon Nakhon), im Volksmund Thale Bua Daeng („See des roten Lotus“), ist von Oktober bis März mit tausenden von rosa Seerosen bedeckt. Er kann von Touristen mit Booten befahren werden.